# Blair Underwood
Blair Erwin Underwood (Tacoma, Washington; 25 de agosto de 1964) es un actor y director estadounidense de televisión, cine y teatro. Es conocido como el inhumano Andrew Garner / Lash en la serie Agents of S.H.I.E.L.D. (de ABC) y Jonathan Rollins en la serie L. A. Law (de NBC). Ha ganado elogios de la crítica a lo largo de su carrera, recibiendo numerosas nominaciones a los Globos de Oro, tres premios NAACP Image y un Grammy Awards.

## Primeros años
Underwood nació en Tacoma (estado de Washington), hijo de Marilyn Ann Scales, decoradora de interiores, y Frank Eugene Underwood, Sr., coronel retirado del ejército de Estados Unidos.
Debido a la carrera militar de su padre, Underwood vivió durante su niñez en varias bases militares en Estados Unidos y en Stuttgart (Alemania). Blair asistió a la escuela secundaria Petersburg High School, en Petersburg (Virginia).
Luego asistió a la Escuela de Arte Dramático Carnegie Mellon, en Pittsburgh (Pensilvania), donde fue miembro honorario de la fraternidad Phi Beta Sigma (para estudiantes de piel negra).

## Carrera profesional

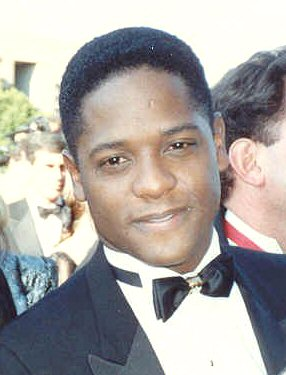
Blair Underwood en la 41.ª entrega de los premios Emmy, en septiembre de 1989.

El debut de Underwood en el cine sucedió en la película Krush Groove (de 1985). Su aparición en 1985 en el programa televisivo The Cosby Show (La hora de Bill Cosby) lo llevó a trabajar una breve temporada en la telenovela One Life to Live as Bobby Blue (de ABC), que finalmente lo llevó a su actuación en la serie de televisión L. A. Law, donde apareció desde 1987 hasta 1994. En 1996, Underwood apareció en la edición de julio de Playgirl.
Underwood entró al cine con papeles en Just Cause (1995), Set it off (1996) y Deep impact (1998). Tuvo un papel secundario como genetista en Gattaca. En 2000 interpretó el papel principal en la serie de televisión City of angels. En 2003 fue estrella invitada en cuatro episodios en la serie Sex and the City (de HBO) como el interés amoroso de Cynthia Nixon. En 2004 desempeñó el papel de Roger de Souza junto a Heather Locklear en la serie LAX (de NBC). Ganó la aclamación como el sexy maestro de grado de la escuela en la comedia Las aventuras de Christine (de CBS) junto a Julia Louis-Dreyfus durante dos años. En 2007 fue estrella invitada en un episodio de la serie Ley y orden: Unidad de víctimas especiales (de NBC).
Su más reciente papel es como el personaje Alex en la serie In treatment (de HBO).
Underwood ha recibido tres premios NAACP Image Awards, por su trabajo en Rules of engagement, y su trabajo en la televisión en LA Law, City of Angels, Murder in Mississippi y Mama Flora's family.
En 2000, Underwood fue elegido como una de las «Cincuenta personas más bellas», y uno de los rostros más influyentes de los años noventa (de TV Guide).
En 2007, Underwood coescribió la novela Casanegra: a Tennyson Hardwick novel con el equipo de Steven Barnes y Tananarive Due (esposa de Barnes).
En 2010 y 2011, Underwood retrató al presidente de Estados Unidos Elías Martínez en la serie de drama El evento (de NBC), que se estrenó en otoño de 2010.
Interpretó el papel de san Marcos en el audio The Truth & Life Dramatized  (texto hablado del Nuevo Testamento de la Biblia), un trabajo de 22 horas, cuyas voces eran todas de celebridades.
En 2012 realizó el papel principal de Stanley en la obra Un tranvía llamado deseo, en Broadway.
Desde 2015 aparece como actor recurrente en la serie Agents of S.H.I.E.L.D., de la cadena ABC, en el papel del doctor Andrew Garner.

## Vida personal
En 1989, Underwood cofundó la asociación Artists for a New South Africa (Artistas para una nueva Sudáfrica), una organización sin fines de lucro dedicada a la democracia y a la igualdad en Sudáfrica.
Underwood colabora con varias organizaciones de caridad. En 1993 ganó el Humanitarian Award (premio humanitario) por su trabajo con la sección Los Ángeles de la Asociación de Distrofia Muscular. En 2003, junto con Ashley Judd, se desempeñó como vocero de YouthAIDS (jóvenes del sida). Underwood también apareció en un anuncio de servicio público en 2004 para The Fulfillment Fund. Es administrador de la Compañía de Teatro Robey en Los Ángeles, un grupo de teatro sin fines de lucro fundado por Danny Glover, centrándose en obras de teatro sobre la experiencia de los negros en Estados Unidos.
Apoyó la candidatura del presidente Barack Obama y habló en muchos mítines de la campaña de Obama. Underwood llegó a conocer a Obama, mientras investigaba para su papel en la serie televisiva L. A. Law en la Escuela de Derecho de Harvard, mientras Obama era presidente de la Harvard Law Review.
La prueba de ADN de Underwood demostró que es descendiente del pueblo babungo, de Camerún.
Otra prueba adicional de ADN, y una investigación genealógica reveló que su ascendencia africana proviene de los grupos étnicos  bamum, brong, lgbo y yoruba, de África Occidental. La prueba de ADN también conectó a Underwood con un primo lejano en Babungo (Camerún). El examen también reveló que tiene un 26% de ascendencia europea y un 74% de ascendencia africana del sur del Sahara. Estos y otros hechos se dieron a conocer sobre la historia de la familia de Blair Underwood, en la tercera temporada del programa televisivo ¿Quién te crees que eres? (de NBC), el 24 de febrero de 2012.
El 17 de septiembre de 1994 se casó con Desiree DaCosta, con quien tiene tres hijos: Paris, Brielle y Blake.

## Filmografía

### Cine
- 1985: Krush Groove, como Russell Walker
- 1992: The Second Coming (actor y director), como Jesús
- 1993: Posse, como Carver
- 1995: Just Cause, como Bobby Earl
- 1996: Mistrial, como el teniente C. Hodges
- 1996: Set It Off, como Keith Weston
- 1997: Gattaca, como genetista
- 1998: Asunder, como Chance Williams
- 1998: Deep Impact, como Mark Simon
- 1999: The Wishing Tree, como Magic Man
- 2000: Rules of Engagement, como el capitán Lee
- 2002: Truth Be Told, como el detective Harris
- 2002: G, como Chip Hightower
- 2002: Full Frontal, como Nicholas/Calvin
- 2003: Malibu's Most Wanted, como Tom Gibbons
- 2004: Fronterz, papel desconocido
- 2004: Do Geese See God?, como un hombre
- 2005: Straight Out of Compton 2 (actor y productor), como Hen
- 2005: The Golden Blaze (película animada), como Gregory Fletcher/The Golden Blaze (voz)
- 2006: Something New, como Mark Harper
- 2006: Madea's Family Reunion, como Carlos
- 2007: Operation homecoming: writing the wartime experience, como una voz
- 2007: The Hit, como Henry Alabaster
- 2009: The Bridge to Nowhere, como director
- 2011: The Art of Getting By, como el director Bill Martinson
- 2011: I Will Follow, como un desconocido
- 2012: Woman Thou Art Loosed: On the 7th Day, como David Ames
- 2012: The true friendship or not?, como el director Bramble
- 2023: Origin, como Amari[1]
- 2024: Longlegs, como Agente Carter[2]

### Televisión
- 1985: Knight Rider, como Potts
- 1985: The Cosby Show, como Robert (amigo de Denise); no aparece en los créditos
- 1985: The Cosby Show, como Mark
- 1985-1986: One Life to Live, como Bobby Blue
- 1986-1987: Downtown, como Terry Corsaro
- 1987: Scarecrow and Mrs. King, como Stillman
- 1987: 21 Jump Street, como Reginald Brooks
- 1987–1994: L. A. Law, como Jonathan Rollins
- 1988: Mickey's 60th Birthday (especial de televisión), como Jonathan Rollins
- 1989: The Cover Girl and the Cop (película de televisión), como Horace Bouchet
- 1990: Murder in Mississippi (película de televisión), como James Chaney
- 1990: Heat Wave (película de televisión), como Robert Richardson
- 1991: A Different World, como Zelmer Collier
- 1993: Story of a People (miniserie), como invitado
- 1993: Father & Son: Dangerous Relations (película de televisión; también productor asociado), como Jared Williams
- 1996: Soul of the Game (película de televisión), como Jackie Robinson
- 1996–1997: High Incident, como Michael Rhoades
- 1998: Mama Flora's Family (miniserie), como Willie
- 2000: City of Angels, como el doctor Ben Turner
- 2003–2004: Sex and the City, como el doctor Robert Leeds
- 2004–2005: Fatherhood (película animada), como el doctor Arthur Bindlebeep
- 2004–2005: LAX, como Roger De Souza
- 2006: Covert One: The Hades Factor (miniserie), como Palmer Addison
- 2006–2008: The New Adventures of Old Christine, como el maestro Mr. Harris
- 2007: Law & Order: Special Victims Unit, como Miles Sennett
- 2007: Dirty Sexy Money, como Simon Elder
- 2008: In Treatment (serie de HBO), como Alex
- 2009-2012: Gossip Girl (serie de televisión), como un agente de la CIA
- 2010–2011: The Event (serie de televisión), como el presidente Elías Martínez
- 2015–2016: Agents of S.H.I.E.L.D. (serie de televisión), como el doctor Andrew Garner, exmarido de Melinda May
- 2016: Broken (serie de televisión)
- 2016-17: Quantico (serie de televisión)
- 2019: When They See Us (miniserie) como Bobby Burns
- 2019: Dear White People (serie de comedia-drama) como Prof. Moses Brown
- 2020: Madam C. J. Walker: Una mujer hecha a sí misma (miniserie de Netflix) como Charles James Walker